# Villarino de los Aires
Villarino de los Aires è un comune spagnolo di 1 081 abitanti situato nella comunità autonoma di Castiglia e León.